# Kells (comté de Kilkenny)
Kells (en irlandais, Ceanannas, siège ou résidence) est un village dans le comté de Kilkenny en Irlande. 
L'origine du nom du village est la même que celle de Kells, comté de Meath.
Le village se trouve à environ 15 km au sud de Kilkenny. 
Il est situé sur une hauteur, au sud de la  Kings River.
Le prieuré de Kells (Kells Priory), bien qu'en ruine, est l'un des mieux conservés d'Irlande.

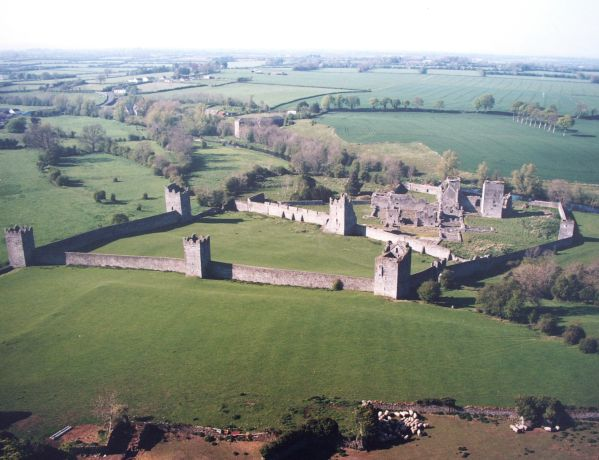
Le prieuré de Kells.

À Kilree se trouvent une tour ronde et une croix haute du IXe siècle, réputée être le lieu de sépulture de Niall Caille, à 2 km au sud de Kells.
Le cheval de course  Red Rum, un champion, a été élevé aux haras de Rossenarra à Kells.
L'olympienne  Michelle Smith de Bruin vit à Kells.